# Kąt (Stalowa Wola)
Pour les articles homonymes, voir Kąt.
Kąt est une localité polonaise de la gmina de Zaleszany, située dans le powiat de Stalowa Wola en voïvodie des Basses-Carpates.